# Widiajewo
Widiajewo (ros. Видя́ево, dawniej Urica) – rosyjskie miasto zamknięte w obwodzie murmańskim, garnizon, baza Floty Północnej Marynarki Wojennej Federacji Rosyjskiej. Z Widiajewa w swój ostatni rejs wypłynął rosyjski okręt podwodny z napędem jądrowym K-141 Kursk, tu odbywają się uroczystości w rocznice tragedii Kurska.

## Lokalizacja

Bazy Floty Północnej w obwodzie murmańskim.

Widiajewo leży na północnym zachodzie europejskiej części Rosji, około 40 km od Murmańska, stolicy obwodu murmańskiego, na Półwyspie Kolskim, po wschodniej stronie zatoki Ura. W zatoce Ura i pobliskiej zatoce Ara znajduje się baza Floty Północnej.
Widiajewo jest połączone drogą dojazdową z trasą E105. Przez miasto przepływa rzeka Urica.

## Sytuacja prawna
Na podstawie dekretu prezydenta Władimira Putina z dnia 6 marca 2001 roku Widiajewo jest miastem zamkniętym i podlega wszelkim obostrzeniom, dotyczącym tego typu miejscowości. Do zamkniętego miasta administracyjnie przypisano tereny przyległe do Widiajewa, będące obszarami strategicznymi dla Floty Północnej. Łącznie jest to teren o powierzchni 77,46 km². Dołączono do niego również osiedle Czan-Ruczej (ros. Чан-Ручей), znajdujące się po przeciwległej stronie zatoki Ura.
Wjazd do Widiajewa wymaga przepustki z uwagi na strategiczne znaczenie miasta dla Ministerstwa Obrony.

## Historia

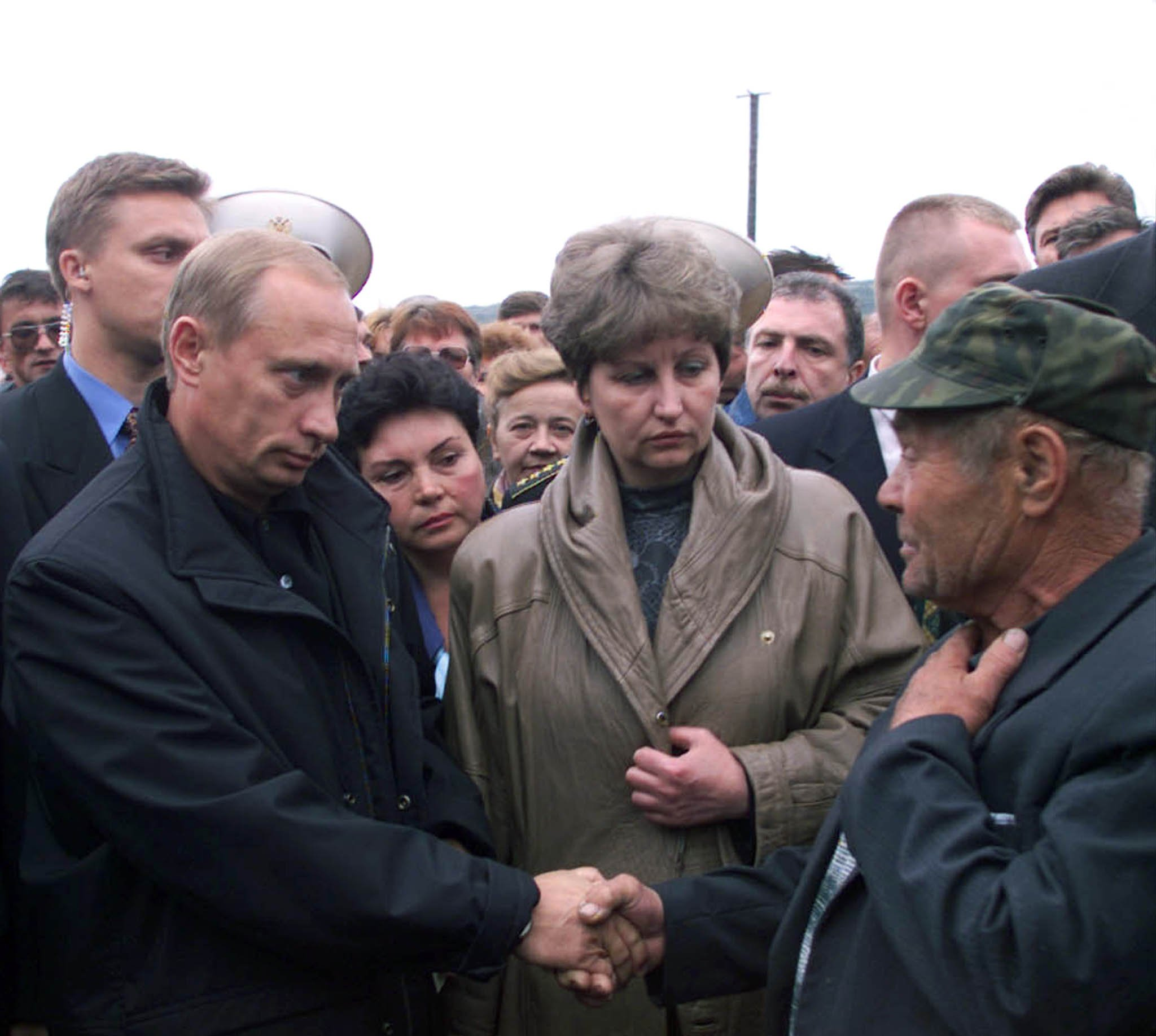
Władimir Putin w Widiajewie, podczas spotkania z rodzinami marynarzy, którzy zginęli w tragedii Kurska. 22 sierpnia 2000 r.

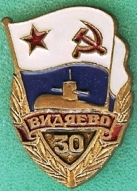
Znak pamiątkowy z okazji trzydziestolecia istnienia miasta.

Za symboliczną datę założenia miasta uznaje się 31 lipca 1958 roku. Wówczas, w związku z niespokojną sytuacją polityczną spowodowaną zimną wojną, Sztab Marynarki Wojennej ZSRR podjął decyzję o rozmieszczeniu okrętów podwodnych 7 dywizji Floty Północnej w wodach zatoki Ura. W tym samym roku rozpoczęto budowę garnizonu, bazy i zaplecza mieszkalnego dla marynarzy oraz ich rodzin.
Pierwotnie miasto nosiło nazwę Urica, od przepływającej przez nie rzeki. Od lipca 1961 roku w zatoce Ura stacjonowała eskadra okrętów podwodnych, podlegająca pod bazę w Uricy. 6 lipca 1964 roku nazwę miasta zmieniono na Widiajewo. Od 1967 roku część okrętów zaczęła stacjonować w bazie przy zatoce Ara.
W latach osiemdziesiątych XX wieku Flota Północna dysponowała ponad setką okrętów podwodnych, z czego znaczna część korzystała z bazy w Widiajewie. W czasie zimnej wojny tereny Murmańska i bazy w Widiajewie były przedmiotem zainteresowania wywiadów wojskowych ze Stanów Zjednoczonych i krajów NATO.
10 sierpnia 2000 roku z bazy w Widiajewie wypłynął okręt „Kursk”, który zatonął dwa dni później, co przyczyniło się do śmierci 118 marynarzy.

## Symbolika
Nazwa miasta pochodzi od nazwiska kapitana Fiodora Aleksiejewicza Widiajewa, służącego na okrętach Floty Północnej, który poległ w czasie II wojny światowej, w 1943 roku.
Herb Widiajewa został zatwierdzony 25 lutego 2004 roku. Sylwetka delfina symbolizuje siły Marynarki Wojennej. Dwa sztylety oznaczają zatoki Ara i Ura, w których stacjonują okręty.

## Obiekty
W Widiajewie znajdują się:
- Pomnik marynarza przy zatoce Ura (na terenie jednostki wojskowej 77360), z napisami: „Pamiętaj o wojnie” i „Chwała marynarzom Floty Północnej”. Został odsłonięty w 1964 roku[12].
- Pomnik kapitana Fiodora Widiajewa odsłonięty 28 lipca 1968 гoku[13].
- Kompleks poświęcony marynarzom poległym w służbie na morzach i oceanach, pomnik i tablica pamiątkowa poświęcona ofiarom tragedii na okręcie Kursk oraz mogiły marynarzy[14].

Przy zatoce Ura zlokalizowany jest ponadto maszt telewizyjny, podświetlany w kolory państwowe Rosji. W mieście znajdują się trzy cerkwie i aquapark „Fregata”.

## Nawiązania
Baza Widiajewo jest jedną ze scenerii gry komputerowej „Kursk”, wyprodukowanej przez polskie studio. Premiera gry miała miejsce w 2018 roku.
Widiajewo jest wspomniane w powieści „Północ” rosyjskiego pisarza Andrieja Bytorina.